# فابیو آسونسائو
فابیو آسونسائو (انگلیسی: Fábio Assunção؛ زادهٔ ۱۰ اوت ۱۹۷۱) یک هنرپیشه اهل برزیل است.
از فیلم‌هایی که وی در آن‌ها نقش داشته است، می‌توان به پیمان ددمنشانه: قتل دانیلا پریس و از روح و تن اشاره نمود.